# مارک آلپوزو
مارک آلپوزو (به فرانسوی: Marc Alpozzo) نویسنده و منتقد ادبی فرانسوی است که در ۲۲ نوامبر ۱۹۶۹ در نیویورک ایالات متحده امریکا به دنیا آمد.

## زندگی خانوادگی
مارک در نیویورک متولد شد. پدرش امریکایی و مادرش فرانسوی بود.در سن هفت سالگی به همراه والدینش به شهر نیس در فرانسه رفتند. او در بسیاری از آثارش از این تغییر که برایش بسیار دشوار بود صحبت کرده است. او بعدها در دانشگاه نیس در رشته فلسفه فارغ‌التحصیل شد. اولین کتاب خود را در سال ۲۰۰۱ منتشر کرد که توجه بسیاری از نویسندگان و منتقدان را به خود جلب کرد. در سال ۲۰۱۴ کتاب دیگری منتشر کرد که به عنوان« گفتگوی فلسفی به سبک گذشتگان برای فراگرفتن درباره خود و دیگران» محسوب می‌شود.